# Nudiclava
Nudiclava is een geslacht van neteldieren uit de  familie van de Pandeidae.

## Soort
- Nudiclava monocanthi Lloyd, 1907